# 사조그룹
사조그룹(思潮―, Sajo Group)은 대한민국의 대기업으로 사조산업을 모체로 하는 기업집단이다. 본사는 서울특별시 서대문구 통일로 107-39에 있으며 1971년에 설립되었다. 수산부문, 수산유통부문, 식품부문, 축산부문, 골프문화부문, 그룹인프라부문 등의 계열사를 소유하고 있다.

## 계열사 현황

### 상장사
- 유가증권시장 (주)사조대림(영어: SAJODAERIM CORPORATION)
- 유가증권시장 사조동아원(주)(영어: SAJODONGAONE CO., LTD.)
- 유가증권시장 사조산업(주)(영어: SAJO INDUSTRIES CO., LTD.)
- 유가증권시장 사조씨푸드(주)(영어: SAJO SEAFOOD CO., LTD.)
- 유가증권시장 (주)사조오양(영어: SAJOOYANG CORPORATION)

### 비상장사

#### 농업회사법인
- 농업회사법인(주)사조농산
- 농업회사법인(주)사조원
- 농업회사법인(주)우리들
- 농업회사법인천안팜(주)

#### 영농조합법인
- 청림축산영농조합법인

#### 일반법인
- (주)동아푸드
- 동화농산(주)
- 백초바이오연구소(주)
- (주)베리웰F&B
- (주)사조비앤엠
- (주)사조시스템즈
- (주)사조씨앤씨
- (주)사조원종
- (주)사조원 (구 사조화인코리아 | 사조바이오피드)
- (주)삼아벤처
- (주)원일푸드서비스
- (주)제일푸드서비스
- (주)중일종합식품
- (주)참바른
- (주)청정원종
- (주)캐슬렉스서울
- (주)캐슬렉스제주
- (주)코지드
- 피디피(주)
- (주)하나에너지
- 한국산업(주)
- (주)해가온
- (유)사조CPK